# الدستور السويدي لعام 1720

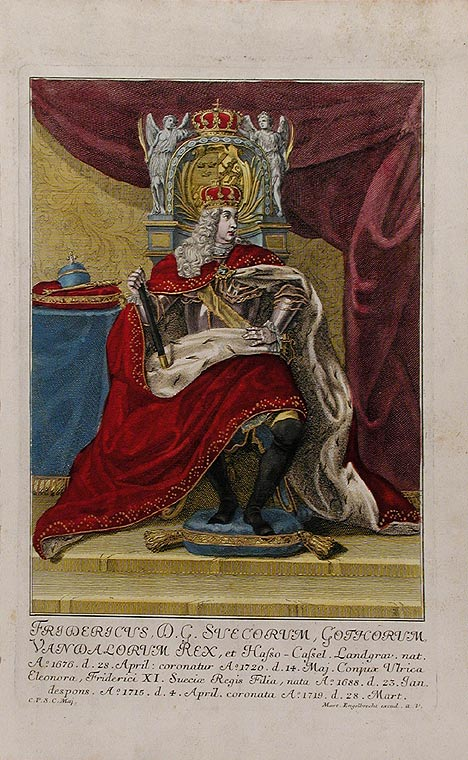
فريدريك الأول ملك السويد، بحيث صدر الدستور في عهده.

الدستور 1720 (بالسويدية: regeringsform)؛ الذي اعتمده ريكسداغ الطبقات (البرلمان السويدي) في 2 مايو 1720، واعتبر بمثابة دستور مملكة السويد منذ عام 1720 حتى عام 1772، وبالتالي كانت ساري المفعول طوال فترة حكم البلاد تقريبًا خلال فترة الملكية الدستورية المعروفة باسم عصر الحرية، حل محل الدستور 1719 المتطابق إلى حد كبير معه.
كان الدافع وراء اتخاذ القرار بسن دستور جديد بعد فترة وجيزة من الدستور السابق هو قرار الملكة أولريكا إليونورا بالتنازل عن العرش لصالح زوجها فريدريك من هسن، الذي أصبح بالتالي الملك فريدريك الأول، رفض الريكسداغ في البداية هذه المناورة واشتبه في أن يكون فريدريك لديه طموحات لاستعادة الملكية المطلقة، ولذلك في مقابل التصديق على صعوده كملك، أجبروه على قبول دستور جديد، والذين فرض قيودًا أكثر صرامة على السلطة الملكية من سابقتها، ومع ذلك في معظم النواحي كانت دستور 1720 مطابقة لدستور 1719.
ظل دستور 1720 ساري المفعول لمدة خمسين عامًا قبل أن يتم استبداله بدستور 1772 التي أنهت فترة الدستورية وأعادت الحكم المطلق في السويد.

## الوصف
استبدلت دساتير لعامي 1719 و1720 الملكية الكارولية المطلقة بنظام ملكي دستوري وبرلماني، حيث تقاسم فيها الملك السلطة مع ريكسداغ الطبقات، بحيث يتألف الريكسداغ من أربع طبقات (النبلاء، ورجال الدين، والبرجوازية، والفلاحين)؛ تتكون كل منها بعدد من الممثلين المنتخبين من قبل أعضاء الفئات الاجتماعية المعنية، تم منح النساء حق الاقتراع المحدود، بشرط أن يكونوا أعضاء في الجمعيات ويدفعون الضرائب ويتمتعون بالأغلبية القانونية، تم تنفيذ المهام التنفيذية للحكومة من قبل مجلس المملكة (باللغة السويدية: riksråd)؛ والذي يتألف من 16 عضوًا من الطبقات الثلاث الأولى للريكسداغ، تم تعيين أعضاء المجالس من قبل الريكسداغ، رشحت كل من الطبقات الثلاث الأولى ثلاثة مرشحين لمناصب وزارية للملك، الذي سُمح له بعد ذلك باختيار ما يفضله من الاختيارات الثلاثة، وكما سُمح له بالمشاركة في اتخاذ قرارات المجلس، ورغم أنه كان عليه التصويت على القرارات مثل أي عضو آخر في المجلس، إلا أن صوته كان ضعف صوت بين المستشارين العاديين.